# Маргарет Бурк Вајт
Маргарет Бурк Вајт (енгл. Margaret Bourke White; 14. јун 1904—27. август 1971) је била америчка фотографкиња и новинарка. Најпознатија је као први страни фотограф коме је дозвољено да слика совјетску индустрију према совјетском петогодишњем плану, прва је америчка ратна фоторепортерка и имала је своју фотографију на насловници првог броја часописа Лајф. Умрла је од Паркинсонове болести око осамнаест година након развијања симптома.

## Биографија
Маргарет, рођена на Бронксу, била је ћерка Џозефа Вајта, Јеврејина који није радио, чији је отац пореклом из Пољске, и Мини Бурк, која је била Иркиња Католичког порекла. Матурирала је у Плејнфил средњој школи у родном граду. Од свог оца природњака, инжењера и изумитеља, тврдила је да је научила перфекционизам; од своје мајке, „сналажљиве домаће мајке“, тврдила је да је развила жељу за само-побољшањем. “ Њен млађи брат Роџер постао је истакнути бизнисмен из Кливленда и оснивач високотехнолошке индустрије, а њена старија сестра, Рут, постала је позната по свом раду у Америчкој адвокатској комори у Чикагу. Роџер описао је своје родитеље као "слободне мислиоце који су били интензивно заинтересовани за напредовање себе и човечанства личним постигнућима", приписујући том квалитету део успеха њихове деце. Није био изненађен успехом своје сестре Маргарет, рекавши да "[она] није непријатељски расположена или наклоњена некоме".
Маргаретино занимање за фотографију почело је као хоби у младости, подржано очевим ентузијазмом за камере. Упркос њеном интересовању, 1922. године почела је да студира херпетологију на Колумбијском Универзитету, само да би јој се касније повећало интересовање за фотографију. Отишла је са факултета после једног семестра, после смрти свог оца. Неколико пута је мењала колеџе. На крају дипломирала на Универзитету Корнел са дипломом историје уметности 1927. године. Годину дана касније, преселила се из Итаке у Њујорку, у Кливленд, Охајо, где је започела посао у комерцијалном студију фотографије и почела да се концентрише на архитектонску и индустријску фотографију.
Године 1924. током студија удала се за Еверета Чапмана, али се пар развео две године касније. Маргарет Вајт је свом имену 1927. године додала презиме мајке "Бурк".

## Рад
Један од клијената била је компанија Otis Steel Company. Њен успех је уследио због вештине са људима и комуникације. Међутим, имала је проблема са њима и једва су је пуштали да фотографише за њих. Прво, производња челика је била одбрамбена индустрија, па су желели да буду сигурни да национална безбедност није угрожена. Друго, она је била жена, а тих дана људи су се питали да ли се жена и њене деликатне камере могу супротставити јакој врућини, опасности и уопште прљавим и тешким условима унутар челичане. Када је коначно добила дозволу, почели су технички проблеми.
Црно-бели филм у оно доба био је осетљив на плаву светлост, а не на црвене и наранџе од врућег челика, па је могла да види лепоту, али фотографије су излазиле потпуно црне. Она је решила овај проблем тако што је донела нови стил магнезијумске бљескалице, која производи белу светлост, и тако што су их помоћници држали за осветљавање њених сцена. Њене способности резултирале су најбољим фотографијама фабрике челика тог доба, које су привукле њену националну пажњу. "Мени су ... индустријски облици били све лепши, јер никада нису дизајнирани да буду лепи. Имали су једноставност линија која је произишла из њихове директне примене намене. Индустрија ... је еволуирала несвесну лепоту - често скривену лепота која је чекала да се открије.
Године 1929. Mаргарет је прихватила посао као сарадник уредника и фотографа магазина Fortune и то је био положај који је обављала до 1935. године. Године 1930. постала је први западни фотограф којем је било омогућено да фотографише совјетску индустрију.
Њу је ангажовао Хенри Лук као прву женску фоторепортерку магазина Лајф 1936. Титулу фотографског кадра је имала до 1940. године, али се вратила од 1941. до 1942, и поново 1945, након чега је 1957. остала у пензији (што је и завршило њено фотографисање за часопис) и коначно се пензионисала 1969. године.
Њене фотографије о изградњи бране Форт Пек представљене су у првом издању Лајфа од 23. новембра 1936. године, укључујући насловницу.

### Други светски рат
Маргарет је била прва позната ратна дописница и прва жена којој је дозвољено да ради у борбеним зонама током Другог светског рата. Године 1941. отпутовала је у Совјетски Савез баш кад је Немачка раскинула свој пакт о ненападању. Била је једина страна фотографкиња у Москви када су напале немачке снаге. Након што је нашла уточиште у америчкој амбасади, она је потом снимила настале ватрене нападе.
Како је рат напредовао, била је прикључена у ваздухопловним снагама САД у Северној Африци, затим на америчку војску у Италији, а касније и у Немачкој. У Италији је више пута била под ватром у подручјима жестоких борби.
"Жена коју су на Средоземљу напали чланови Луфтвафе-а, насукана на арктичком острву, бомбардована у Москви и извучена из Чесапика када јој се хеликоптер срушио, новинари магазина Лајф су је назвали Неуништива Меги. Овај инцидент на Средоземљу је описала у чланку" Жене у чамцима за спашавање ", у Лајфу, 22. фебруара 1943.
У пролеће 1945. године путовала је широм Немачке. Стигла је у Бухенвалд, злогласни концентрациони логор, а касније је рекла, "Употреба камере је готово олакшање. Она јесте баријера између мене и ужаса испред мене." Након рата, написала је књигу под називом Драга отаџбина, одмори се мирно, пројекат који јој је помогао да се ухвати у коштац са бруталношћу којој је била сведок током и након рата.

### Индија и Пакистан
Маргарет је подједнако позната и у Индији и у Пакистану по фотографијама др Бхимрао Рамџи Амбеткар поводом промоције његове књиге која је објављена у децембру 1940. године. Те фотографије су објављене на насловници часописа Лајф. Такође је фотографисала М. К. Гандија са његовим котачићем и оснивачем Пакистана, Мухамеда Али Џина, усправно у столици.
Она је такође била "један од најефикаснијих хроничара" насиља које је избило у независности и подели Индије и Пакистана, према речима Сомини Сенгупта, који своје фотографије епизоде назива "промуклим цревом, и зурећи у њих, ви видите неоспорну жељу фотографа да гледа ужас." Снимала је улице преплављене лешевима, мртве жртве отворених очију и избеглице празних очију. "Чини се да њене фотографије вриште на фотографији", написао је Сенгупта.
Имала је осећај да се налазила на правом месту у право време: интервјуисала је и фотографирала Гандија само неколико сати пре његовог убиства 1948. године. Алфред Ејсенстадт, њен пријатељ и колега, рекао је да је једна од њених предности то што није било задатка и слике која јој није важна. Такође је покренула прву лабораторију за фотографије при часопису Лајф.

## Каснији живот и смрт
Године 1953. Маргарет је развила своје прве симптоме Паркинсонове болести. Била је приморана да успори своју каријеру како би се борила против ове болести. Године 1959. и 1961. подвргла се неколико операција како би лечила своје стање, што је ефективно окончало њену дрхтавицу, али утицало је на њен говор. Године 1971. умрла је у Стамфорд болници у Стамфорду у Конектикату, стара 67 година, од ове болести.

## Публикације
- Eyes on Russia (1931)
- You Have Seen Their Faces (1937; Caldwell, Erskine (1995). You Have Seen Their Faces. University of Georgia Press. ISBN 0-8203-1692-X.
- North of the Danube (1939; with Erskine Caldwell) Caldwell, Erskine; Bourke-White, Margaret (1939). North of the Danube. Da Capo Press. ISBN 0-306-70877-9.
- Shooting the Russian War (1942)
- They Called it "Purple Heart Valley" (1944)
- Halfway to Freedom; a report on the new India (1949)
- Interview with India,(1950)
- Simon Schuster. (1963). Portrait of Myself. ISBN 0-671-59434-6.
- Dear Fatherland, Rest Quietly (1946)
- Bourke-White, Margaret (1985). The Taste of War. Century. ISBN 0-7126-1030-8.
- Say, Is This the USA? (Republished 1977) Caldwell, Erskine; Bourke-White, Margaret (21. 9. 1977). Say, is This the USA. Da Capo Press. ISBN 0-306-77434-8.
- Bourke-White, Margaret (1972). The Photographs of Margaret Bourke-White. New York Graphic Society. ISBN 0-517-16603-8.